# シップ・オブ・メモリーズ-美の魔術-
『シップ・オブ・メモリーズ-美の魔術-』（Ship of Memories）は、オランダのプログレッシブ・ロック・バンド、フォーカスが1976年に発表したコンピレーション・アルバム。

## 内容
フォーカスの2作目『ムーヴィング・ウェイブス』から5作目『ハンバーガー・コンチェルト』をプロデュースしたマイク・ヴァーノンが、過去の未発表音源をまとめたアルバム。
サイド1の4曲とサイド2の「美の魔術」は、タイス・ファン・レール、ヤン・アッカーマン、ベルト・ライテル、ピエール・ファン・デル・リンデンの4名が『フォーカスIII』に続くアルバムを制作する為に、1973年5月にオックスフォードシャーのスタジオでヴァーノンと行ったセッションで録音された。「美の魔術」は作曲、演奏ともファン・デル・リンデンが単独で行なった。
「グライダー」は『ハンバーガー・コンチェルト』に続くアルバムの制作の際、1975年にブリュッセルのスタジオでファン・レール、アッカーマン、ライテルによりドラム・マシンを用いて録音された。
「創造主は語る」は、ヴァン・レール、アッカーマン、マーティン・ドレスデン、ハンス・クルフェールによるデビュー・アルバムの制作中の1970年1月26日に録音された。
「夜に燃える空」と「クラッカーズ」は、1975年6月の2度目の日本公演の後、ファン・デル・リンデンに代わってデヴィッド・ケンパーが参加して録音され、アッカーマン在籍中の最後の楽曲となった。
本作の再発CDには、「悪魔の呪文」のアメリカ盤シングル・ヴァージョンがボーナス・トラックとして追加された。

## 反響・評価
アメリカの総合アルバム・チャートBillboard 200では163位を記録するが、フォーカスは本作を最後に、アメリカではヒットに恵まれなくなった。
ベン・デイヴィーズはオールミュージックにおいて5点満点中2.5点を付け「ソングライティングの質に関しては決して最高ではないが、名手達の閃きは多くの場面で現れている」と評している。

## 収録曲

### サイド1
1. Pの行進曲 - "P's March" (Thijs van Leer) - 4:49
2. 信じがたき出来事 - "Can't Believe My Eyes" (Jan Akkerman) - 5:23
3. フォーカスV - "Focus V" (T. van Leer) - 3:03
4. ヴェスヴァイアス火山を抜けて - "Out of Vesuvius" (J. Akkerman, T. van Leer, Bert Ruiter, Pierre van der Linden) - 5:51

### サイド2
1. グライダー - "Glider"  (J. Akkerman) - 4:39
2. 夜に燃える空 - "Red Sky at Night" (J. Akkerman, T. van Leer) - 5:51
3. 創造主は語る - "Spoke the Lord Creator" (T. van Leer) - 2:33
4. クラッカーズ - "Crackers"  (J. Akkerman) - 2:43
5. 美の魔術 - "Ship of Memories" (P. van der Linden) - 1:47

### リマスターCDボーナス・トラック
1. 悪魔の呪文（USシングル・ヴァージョン） - "Hocus Pocus (US Single Version)" (J. Akkerman, T. van Leer) - 3:24

## パーソネル
- タイス・ファン・レール – ハモンドオルガン、メロトロン、クラビネット、シンセサイザー、フルート、ボーカル
- ヤン・アッカーマン – ギター、エレクトリック・シタール
- ベルト・ライテル – ベース（#1, #2, #3, #4, #5, #8)
- ピエール・ファン・デル・リンデン – ドラムス（#1, #2, #3, #4, #5, #9)、ハーモニウム（#9)
- デヴィッド・ケンパー - ドラムス（#6, #8)
- ハンス・クルフェール – ドラムス（#7)
- マーティン・ドレスデン - ベース（#7)